# Blasphemous
Blasphemous é um jogo estilo Metroidvania desenvolvido pelo estúdio espanhol The Game Kitchen e publicado pela Team17. O jogo foi lançado para Microsoft Windows, PlayStation 4, Xbox One e Nintendo Switch em 10 de setembro de 2019, com Warp Digital cuidando das portas do console. Recebeu versões para o macOS e Linux foram lançadas em 21 de setembro de 2020. Uma versão para Amazon Luna foi lançada em 20 de outubro de 2020. Começou como uma campanha no Kickstarter em 2017. Sua sequência, Blasphemous 2, lançou em 24 de agosto de 2023.

## Enredo
O jogo se passa em Cvstodia, uma terra que é santificada por uma força conhecida como "O Milagre"; essa força se manifesta abençoando ou amaldiçoando os habitantes de Cvstodia, transformando-os em criaturas retorcidas.

### Personagens
O protagonista é o Penitente, único sobrevivente da irmandade silenciosa. Sua espada surgiu após uma mulher, orando pela punição para aliviar sua culpa, bate repetidamente em seu peito com uma efígie do Retorcido, que por sua vez é considerado o milagre.
Durante sua peregrinação, o Penitente encontra  Deogracias, que vai narrando sua história e se encontra em diversos momentos do jogo; Redento, peregrino que caminha com as costas dobradas e as mãos em forma de penitência; Candelária, uma antiga comerciante que te vende diversos itens; e Viridiana; que oferece assistência ao jogador nas batalhas contra chefes.

## Inspirações
Henrique Cabeza, o diretor criativo, cita a arte religiosa e a iconografia de Sevilha, tendo grande influência na arte e história do jogo, além da própria Semana Santa da Espanha. Citou pintores como Francisco Goya, Diego Velázquez, Jusepe de Ribera, Bartolomé Esteban Murillo e Francisco Zurbarán. Cita a arte de Goya "uma procissão de flagelantes" se inspirando pata fazer o próprio personagem principal.

## Ligações Externas
- Blasphemous no MobyGames
- Blasphemous. no IMDb.